# Tectofilosida
A Tectofilosida a Rhizaria Cercozoa törzsének héjas amőbákból álló kládja. Héjai szerves és alkalmanként összegyűjtött egyéb anyagokból állnak, szemben a szilikátpikkelyekből álló héjú Euglyphida kláddal. A „4. új kládnak” felel meg.

## Történet
Első fajait már 1874-ben leírták Hertwig és Lesser, akik a korábban már állatnem neveként megjelent Pamphagusba sorolták a gyökérlábúak (Rhizopoda) csoportjában. Schouteden már 1906-ban javasolta helyette a Lecythium név használatát. Emellett több, később a Lecythiumba és az Omnivorába sorolt faj volt korábban például a Trinema vagy Gromia nemzetségekbe sorolva. Első magasabb szintű kládja a Chlamydophryidae de Saedeleer 1934, mely a Gromiidae alcsaládjaként jött létre a Lecythium és Chlamydophrys nemzetségekkel.
Thomas Cavalier-Smith írta le 2003-ban rendként 5 családdal (Chlamydophryidae, Psammonobiotidae, Volutellidae, Pseudodifflugiidae, Rhizaspididae), egy- vagy kétnyílású rugalmas vagy merev héjú egysejtűek csoportjaként meghatározva azt. 2012-ben ide sorolták például a Lithocollidaet is, a Tectofilosidába pedig 3 alrendet (Unitremina, Amphitremina, Lithocollina) soroltak, számára pedig létrehozták a Tectosia alosztályt, de 2019-ben a Lithocollidae a Nucleariida tagjának bizonyult 18S rRNS alapján.
2017-ben Dumack et al. felfedezték a Fiscullidae kládot, miután leírták a Fisculla nemzetséget korábban a Lecythiumba sorolt fajokkal, miután utóbbi a korábbi meghatározás szerint polifiletikus csoportnak bizonyult. Ugyanez évben a Plagiophrys polifíliája maitt egyes fajai a Rhizaspisba, mások az ekkor létrehozott Rhogostomidae Sacciforma nemzetségébe kerültek át. Ez a 2018-ban leírt Fiscullina névadója, és a Pseudodifflugiidae és Rhizaspididae is tagjai.
Korábban az Amphitremidaet is a Tectofilosidába sorolták, de az később Labyrinthulomycetes-kládnak bizonyult.
A Lecythium mutabilis 2020-ban új nemzetségbe került Omnivora mutabilis néven 18S rRNS-e V4 hiperváltozó régiója alapján, mivel a többi Lecythium-fajjal szemben a Fiscullidae fajaival közelebbi rokonságot mutat.

## Genetika
Első teljes szekvenált 18S rRNS-ű faja egy 2003-ig leíratlan Lecythium-faj.

## Filogenetika
18S rRNS-adatok alapján a Pseudodifflugiidae és a Chlamydophryidae testvércsoportok. Adl et al. 2019-es rendszertanában a Chlamydophryidae a Tectofilosidától különálló ribocsoportként szerepel.

## Morfológia
Általában egymagvú sejtekből áll, egyes fajok több egyesült sejtből aggregátumokat hozhatnak létre. Ezeket szerves anyagból álló rugalmas tektum veszi körül 1 bazális, rugalmas, de általában kerek nyílással filopódiumok számára, e héj alkalmanként külső eredetű ásványi anyagokat is tartalmazhat. Ostora vagy szilikátpikkelye nincs, mitokondriális cristái csőszerűek. Nem siklik az ostorok hiánya miatt. Lebegő állapota visszahúzott vagy hosszú, nem mozgó állábakkal rendelkezhet. Egyes fajokban előfordulhatnak továbbá „lóherelevél-szerű aggregátumok”.
Magja lehet ellipszoid vagy gömb alakú, benne a nukleólusz lehet fénymkiroszkóppal látható vagy nem látható. A sejt alakja is változatos: vannak retorta, gömb, ellipszoid alakúak stb.

## Élőhely
Édesvízi és szárazföldi kládjai is vannak. Szárazföldi kládjai elsősorban Sphagnum-lápokon gyakoriak.

## Életciklus
Egyes fajai – például a Chlamydophrys stercorea – életciklusuk során cisztát képeznek. Mivel a Chlamydophrys könnyen tenyészthető, életciklusát már 1921-ben leírta Belar. Ezzel szemben az első Omnivora terrestris-kultúrát csak 2016-ban hozták létre Dumack et al. Egyes vízi fajok rendelkeznek planktonikus lebegő állapottal.
Hosszanti osztódással vagy csírázással szaporodhat.

## Életmód
Citotróf fagotróf klád algivor, bakterivor, fungivor és omnivor fajokkal egyaránt. A Lecythium élesztőgombákat és algákat eszik elsősorban, a baktériumok nem megfelelő tápanyagforrásai, míg a Chlamydophrys és a Leptochlamydophrys számára a baktériumok is megfelelő tápanyagforrások, de egy Chlamydophrys-faj feltehetően gombaevő.

## Fordítás
Ez a szócikk részben vagy egészben  a   Tectofilosid című angol Wikipédia-szócikk ezen változatának fordításán alapul.  Az eredeti cikk szerkesztőit annak laptörténete sorolja fel. Ez a jelzés csupán a megfogalmazás eredetét és a szerzői jogokat jelzi, nem szolgál a cikkben szereplő információk forrásmegjelöléseként.